# 微生物生態學

微生物生態學是研究微生物的生態學，包括它们之間及與環境相互作用的學科。它涉及生命的三個主要領域 - 真核生物，古菌和細菌 - 以及病毒。
微生物通過其無所不在的影響整個生物圈。微生物生命在調節幾乎所有地球環境中的生物地球化學系統中起主要作用，包括一些最極端的，從冷凍環境和酸性湖泊，到最深海底部的熱液噴口，以及一些最熟悉的，例如人的小腸。隨著研究的不斷深入，微生物在全球物質能量循環中起到的作用被越來越多地認識到，對微生物生態學的研究將對氣候、環境研究起到至關重要的作用。
微生物生態學的核心問題包括：
- 誰在哪裏？——發現新的微生物並對其分類
- 有哪些種類，各有多少？——多樣性，群落構成
- 某一類群的細胞在幹什麽？——功能
- 種群的大小和功能如何被調控？——動力學，相互作用，信號傳遞
- 什麽使得這個種群如此成功？——種群遺傳學，進化

由於環境中只有很小比例的微生物能夠在培養基中分離，目前分子生物學方法被普遍採用，即分子生態學。
隨著衛星遙感技術的發展，人造衛星照片可以幫助監測全球性的微生物發展變化，提供更準確的信息，如水華的產生。